# Hans Nabholz
Hans Nabholz (ur. 12 czerwca 1874 w Bachs, zm. 5 maja 1961 w Zurychu) – szwajcarski historyk i wydawca źródeł.
W 1898 obronił doktorat, habilitację uzyskał w 1911. W latach 1924–1945 był profesorem Uniwersytetu w Zurychu, w 1947 został prezesem Comité international des sciences historiques. Był autorem prac z zakresu historii Szwajcarii w średniowieczu, m.in. Die Schweiz im Mittelalter (w pracy zbiorowej Geschichte der Schweiz t. 1, 1932), Einführung in das Studium der mittelalterlichen und neueren Geschichte (1948).